# Pantoporia epimethis
Pantoporia epimethis är en fjärilsart som beskrevs av Felder 1863. Pantoporia epimethis ingår i släktet Pantoporia och familjen praktfjärilar. Inga underarter finns listade i Catalogue of Life.